# Fadwa Barghouti
Fadwa Barghouti   (Kobar, 15 de maig de 1963) és una advocada palestí i membre del consell de Fatah. Esposa del polític Marwan Barghouti, que actualment es troba en una presó israeliana per assassinat, es va graduar en dret a la Universitat Àrab de Beirut el 1997 i té un màster en dret a la Universitat Al-Quds, obtingut el 2003.
El 2009, va guanyar les eleccions del Consell Revolucionari de Fatah celebrades durant el Sisè Congrés de l'organització a Betlem i va poder accedir a ser membre del Consell.
El 2021 va anunciar que es presentaria a les eleccions legislatives palestines en una llista independent anomenada Llibertat.